# إيلينا كاريون
إيلينا كاريون (بالإسبانية: Elena Carrión)‏ هي لاعب هوكي الحقل إسبانية، ولدت في 3 أغسطس 1970 في سانتاندير في إسبانيا.

## وصلات خارجية
- إيلينا كاريون على موقع أوليمبيديا (الإنجليزية)